# Jan Váňa
Jan Váňa (1. března 1847 Běleč – 17. května 1915 Praha) byl český filolog, středoškolský profesor, soukromý učitel jazyků, překladatel a satirický básník. Vyučoval na Českoslovanské obchodní akademii. Specializoval se na ruskou a anglickou jazykovou oblast. Publikoval učebnice, psal a překládal beletrii, eseje a filosofické studie. V 90. letech vydal několik ostrých pamfletů (Kokrhy, Mé krákory, Kokrhy a krákory), v nichž formou básniček, epigramů a poznámek kritizoval českou kulturní elitu, především lumírovce v čele s Jaroslavem Vrchlickým, spolek Svatobor a Českou akademii. Proti tehdy populární francouzské kultuře stavěl anglickou, proti „umění pro umění“ vyzdvihoval výchovný smysl literatury. Na konci života byl oceňovaný pro hlubokou znalost ruské a anglické poezie a filosofie a pevné morální zásady.

## Život
Studoval v Písku, poté v Anglii a Rusku. Vyučoval angličtinu a ruštinu na Českoslovanské obchodní akademii v Praze i soukromě.
V 90. letech důrazně vystoupil proti moderním směrům v literatuře, reprezentovaným zejména Jaroslavem Vrchlickým a lumírovci. Vyvolal tím řadu konfliktů s kulturními spolky (Svatobor, Česká akademie věd a umění) i s konkrétními představiteli veřejného života.
Byl známý svým zvláštním zevnějškem — na ulici nosil šálu na ramenou a anglickou čapku.
Ke konci života, když někdejší literární spory zapadly do historie, byl Váňa oceňovaný pro hluboké znalosti ruské a anglické poezie a filosofie, kterou se snažil zpopularizovat v českých zemích. Svými pracemi přibližoval české veřejnosti méně známé spisovatele a myslitele. Navzdory výbojné a polemické povaze byl prostý a skromný; vždy bojoval ne za vlastní popularitu, ale za myšlenky, o nichž byl přesvědčen.
Zemřel náhle na mrtvici[nepřesný odkaz] v kavárně na Karlově náměstí, nedaleko svého bydliště. Byl pohřben na Olšanských hřbitovech.

## Dílo
Váňa byl především autorem řady jazykových učebnic a překladů. Tiskem vycházely i jeho eseje a přednášky na různá témata, např. o skotském básníku Robertu Burnsovi, spisovatelce George Eliotové, svatém Bernardovi, osmnáctém století nebo náboženském cítění v historii.
Psal i pod pseudonymy Abraham Kobliha a J. V. Prachatický.
Samostatně vydal mj. jazykové příručky:
- Mluvnice jazyka ruského (1876)
- Anglicky snadno a rychle (1895)
- Kapesní slovník česko-anglický pro školu, písárnu a dům (1907)
- Čech v Anglii i Americe (1913), konverzační příručka

Eseje a jiné originální práce:
- Mezi puritány : z upomínek na Skotsko (1882)
- Anglicko-ruský humor pro české zasmání (1884)
- Zlomky a stromky ; Enthusiasm lidskosti (1894, veřejná přednáška)
- Albion hrdý a lidský (1896)

K jeho satirickým pamfletům patří:
- Kokrhy / básnická drchanka Abrahama Koblihy (1891). V básních projevuje rázný vtip a zdravý rozum. Kritizuje konzervativní stranu, hrabivost a jiné nešvary, prosazuje poctivou práci a pokrok vědy. Staví se proti napodobování Victora Huga v novodobém básnictví. Proti dobovému realismu a naturalismu žádá návrat k starší romanticko-vlastenecké poezii, která je podle něj národně-výchovný prostředek, nikoli hodnota sama o sobě. Podle Bohuslava Čermáka se Váňa stal následovníkem Karla Havlíčka a J. J. Kolára, jejichž odvaze se vyrovnal, byť s některými jeho závěry (zejména o smyslu literatury) nesouhlasil.[14]
- Mé Krákory : Na oslavu dvouletého básnického jubiela Abrahama Koblihy (1893)
- Pláč spravedlnosti české : odpověď Řiditelství "Svatoboru" (Jirásek, Sládek, Vrchlický aj.) a Čtvrté třídě České akademie nauk (Vrchlický, Sládek, Jirásek aj.) (1896)
- Kokrhy a krákory : Ohlas nejmladšího básnického pokolení (1896, 1897). Na úvod cituje dopis od Jaroslava Vrchlického, v němž tento básník jménem České akademie oznamuje, že už nebude reagovat na žádná Váňova podání. Zbytek knihy obsahuje množství epigramů, někdy doplněných mottem nebo poznámkami pod čarou, v nichž Váňa kritizuje nejrůznější „nepravosti“ v české kultuře.[15]

Přeložil mj.:
- John Stuart Mill: O individualitě (1880)
- John Stuart Blackie: Sebevychování : poučení na dráhu života mladým mužům a studujícím (1881, 1897)
- Alexander Neilson Cumming: Důležitost politické ekonomie pro pokolení lidské (1882)
- John Caird: Náboženství ve všedním životě (1882)
- Charles Dickens: Dombey a syn (1883)
- Henry Thomas Buckle: Dějiny vzdělanosti v Anglii (1886)
- Jonathan Swift: Gullivera cestování do mnohých a vzdálených končin světa (1895)
- John Lubbock: Radosti života (1897)
- John Barrow: Car Petr Veliký (1902)
- Lewis Carroll: Malé Elišky země divů a příhod (Alice's Adventures in Wonderland, 1902)
- Světem : sborník pro rozhledy v literatuře, vědě, politice a pedagogice v Evropě vůbec, v zemích slovanských zvláště (sbírka přeložených prací různých autorů, vycházela v několika dílech v 80. a 90. letech)

## Ukázky epigramů
Co je epigrámek?

(Odpověď Ignátu Hermanovi na jeho neslušnou poznámku: Snad nemyslíte, že jsou vaše epigramy umění.)
Ty chceš vědět, co je epigrámek?

Je to malý na koření vonné krámek.

Co vyčichlé je, toho nevšímá si epigram,

tam Ignát Herman rozkládá svůj vyjedený krám.
Co je píseň?+)

(Věnováno básníkům a básnířkám do 20 let.)
Píseň to je chlívek

z prkýnek neb dřívek,

v němž, je-li vlhko,

bývá plíseň,

a je-li mnoho čunčátek,

také velká tíseň

Píseň, to je bidýlko

pro poetické trdýlko,

pro kdákající slepice.

Píseň, to je lojovka,

již oblétají poetické jepice.

Píseň, to jsou moldánky,

jež se v smutku natahují.

Píseň, to jsou opánky,

jež se k skočné připevňují.

Píseň to je postýlka

(kde pak je má ocilka,

bych z ní rým nějaký vykřes —

už je hluchý jako netřeš),

na níž heká, umírá,

na svět celý skomírá,

kdo je bukem zdráv,

a plačtivě i s sytým břichem

smrti natahuje háv,

což jindy bylo hřích,

teď nesmrtelným, slavným hříchem.

Píseň, toť lásky kandidátek, kandidátů

s mandátem, nejčastěji bez mandátu

od rozmilých rodičů,

všech radostí „portičů"

zamilované rejdiště,

padlých i nepadlých studentů

na Pekasa bičiště.
Vyvoláno Sládkovými „Písněmi" ve „Zlaté Praze" v květnu 1891.
*) Jako na mlynáři mouka, tak i na mně uvázl prášek z mého řečiučitelského povolání. „Portiť" znamená v ruštině kazit; portič = kazitel.
Vrchlického poesie+)
K večeru jsem dámu potkal

všechno na ni vlálo,

roucha na ní byla hojnost,

těla bylo málo —

když se půlkrám s nickou pojí,

estetický cit se neukojí,

proti smíchu neustojí.

Zdaž to za to stálo?

Mohla sama doma sedět,

na procházku poslat gardrobu;

počkám nejvhodnější na dobu,

bych jí to moh napovědět.*)